# Rairiz de Veiga
Rairiz de Veiga település Spanyolországban, Ourense tartományban. Rairiz de Veiga A Bola, A Merca, Allariz, Vilar de Santos, Xinzo de Limia, Porqueira és Verea községekkel határos. Lakosainak száma 1179 fő (2024).

## Népesség
A település népessége az elmúlt években az alábbi módon változott:
| Lakosok száma | 1869 | 1788 | 1732 | 1697 | 1568 | 1456 | 1330 | 1266 | 1216 | 1179 |
|               | 2001 | 2004 | 2007 | 2009 | 2012 | 2014 | 2017 | 2019 | 2022 | 2024 |